# Silonia
Silonia es un género de peces actinopeterigios de agua dulce, distribuidos por ríos y lagos del sur de Asia.

## Especies
Existen solamente dos especies reconocidas en este género:
- Silonia childreni (Sykes, 1839)
- Silonia silondia (Hamilton, 1822)